# The Horse Latitudes
The Horse Latitudes — мини-альбом, сборник синглов американской эмо-группы, The Promise Ring. Вышел в 1997 году на лейбле Jade Tree Records после их первого альбома 30° Everywhere и перед их самым успешным альбомом — Nothing Feels Good.

## Список композиций
1. «Watertown Plank» — 3:48
2. «Mineral Point» — 3:54
3. «A Picture Postcard» — 3:12
4. «Saturday» — 2:32
5. «Scenes From a Parisian Life» — 1:26
6. «E. Texas Ave.» — 2:32
7. «Miette» — 5:01
8. «I Never Trusted the Russians» — 2:01

- Песни с 1 по 6 уже выходили ранее на различных синглах, а с 7 по 8 нет.

## Принимали участие в записи
- Дейви вон Болем — гитара, вокал
- Джейсон Гневиков — гитара
- Скотт Бешта — бас-гитара
- Дэн Дидиер — барабаны